# Sečovská Polianka
Sečovská Polianka (ungarisch Szécsmező – bis 1902 Szécspolyánka) ist eine Gemeinde in der Ostslowakei.

## Geographie
Die Gemeinde liegt an einem kleinen rechten Nebenfluss der Topľa im breiten Tal von Topľa und Ondava. Westlich der Gemeinde erhebt sich der Gebirgszug Slanské vrchy mit dem Strechový vrch (777 Meter über dem Meer). Das flache Relief um Sečovská Polianka gehört bereits zum Ostslowakischen Tiefland. Die Städte Vranov nad Topľou und Sečovce liegen jeweils etwa zehn Kilometer von der Gemeinde entfernt.
Umgeben wird Sečovská Polianka von den Nachbargemeinden Sačurov im Norden, Dlhé Klčovo im Nordosten, Parchovany im Süden, Stankovce im Südwesten sowie Davidov im Nordwesten.

## Geschichte
Der Ort wurde in den Jahren 1272–90 als Polyunka erstmals urkundlich erwähnt. Im Jahr 1360 gehörte die Gemeinde der Familie Bakšovci, 1410 dem Gut Čičava und anderen Bauern, ab Ende des 17. Jahrhunderts ist die Gemeinde Eigentum des Geschlechts Barkóczy.

## Bevölkerung
| Jahr                | 1994 | 2004    | 2014    | 2024    |
| ------------------- | ---- | ------- | ------- | ------- |
| Anzahl der Personen | 2560 | 2666    | 2780    | 2619    |
| Unterschied         |      | +4,14 % | +4,27 % | −5,79 % |

| Jahr                | 2023 | 2024    |
| ------------------- | ---- | ------- |
| Anzahl der Personen | 2644 | 2619    |
| Unterschied         |      | −0,94 % |

In der Gemeinde Sečovská Polianka leben fast ausschließlich Slowaken. 66 % der Einwohner bekennen sich zur Römisch-katholischen Kirche. 32 % sind Griechisch-katholische Christen.

## Bauwerke und Denkmäler
|  |  |

## Verkehr
Sečovská Polianka liegt an der Fernstraße 79, die von Vranov nad Topľou zum Grenzübergang Slovenské Nové Mesto/Sátoraljaújhely führt und die Teil der Transitstraße von Südostpolen nach Ungarn ist.
Der Ort liegt an der Bahnlinie Bahnstrecke Trebišov–Vranov nad Topľou. Seit Dezember 2003 wird der Bahnhof im regelmäßigen Personenverkehr nicht mehr angefahren.